# 勒特朗布卢瓦
勒特朗布卢瓦（法語：Le Tremblois，法語發音：[lə tʁɑ̃blwa]）是法国上索恩省的一个市镇，属于沃苏勒区。

## 地理
勒特朗布卢瓦（47°23'2"N, 5°34'39"E）面积5.49 平方千米，位于法国勃艮第-弗朗什-孔泰大區上索恩省，该省份为法国东部内陆省份，北起顺时针与孚日省、贝尔福地区省、杜省、汝拉省、科多尔省和上马恩省接壤。
与勒特朗布卢瓦接壤的市镇（或旧市镇、城区）包括：尚旺、瓦当、阿普勒蒙、热尔米涅、努瓦龙。
勒特朗布卢瓦的时区为UTC+01:00、UTC+02:00（夏令时）。

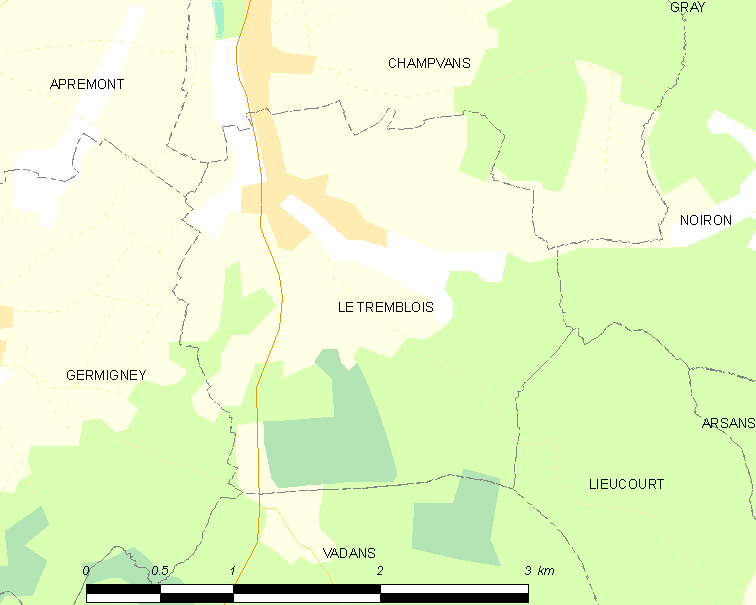
勒特朗布卢瓦的OSM定位图

## 行政
勒特朗布卢瓦的邮政编码为70100，INSEE市镇编码为70505。

## 政治
勒特朗布卢瓦所属的省级选区为格雷县。

## 人口

1962-2008年间勒特朗布卢瓦人口变化图示

勒特朗布卢瓦于2022年1月1日时的人口数量为156人。